# Василий Семёнович Плотов
Василий Семёнович Плотов-Димитриев-Нетшин (ум. после 1524) — наместник трети Московской в 1515—1516 и 1523/1524 годах, сын Семёна Андреевича Плота Дмитриева-Нетшина.

## Биография
Василий происходил из московского дворянского рода Нетшиных (Дмитриевых). Его отец, Семён Андреевич Плот, был старшим из трёх сыновей Андрея Дмитриевича Нетшина, боярина удельного князя Ивана Андреевича Можайского, и старшим братом Григория Андреевича Мамона, приближённого советника великого князя Ивана III Васильевича. Об отце Василия неизвестно ничего. Сам он впервые появляется в источниках в 1500 году, когда присутствовал на свадьбе князя Василия Даниловича Холмского.
В 1515—1516 и 1523/1524 годах Василий был наместником трети Московской, после чего сведения о нём пропадают. Согласно родословным, он был бездетным.